# Buffalo Braves 1975-1976
La stagione 1975-76 dei Buffalo Braves fu la 6ª nella NBA per la franchigia.
I Buffalo Braves arrivarono secondi nella Atlantic Division della Eastern Conference con un record di 46-36. Nei play-off vinsero il primo turno con i Philadelphia 76ers (2-1), perdendo poi la semifinale di conference con i Boston Celtics (4-2).

## Roster
| N° | Naz.                         | Ruolo | Sportivo         | Anno | Alt. | Peso |
| -- | ---------------------------- | ----- | ---------------- | ---- | ---- | ---- |
| 5  | Stati Uniti (bandiera)       | A     | Jim McMillian    | 1948 | 196  | 98   |
| 8  | Stati Uniti (bandiera)       | G     | Bob Weiss        | 1942 | 188  | 82   |
| 9  | Stati Uniti (bandiera)       | GA    | Randy Smith      | 1948 | 191  | 82   |
| 10 | Stati Uniti (bandiera)       | A     | Don Adams        | 1947 | 198  | 95   |
| 11 | Stati Uniti (bandiera)       | AC    | Bob McAdoo       | 1951 | 206  | 95   |
| 12 | Stati Uniti (bandiera)       | AC    | Jim Washington   | 1943 | 198  | 95   |
| 14 | Trinidad e Tobago (bandiera) | G     | Ken Charles      | 1951 | 191  | 82   |
| 15 | Stati Uniti (bandiera)       | G     | Ernie DiGregorio | 1951 | 183  | 82   |
| 21 | Stati Uniti (bandiera)       | GA    | Dick Gibbs       | 1948 | 196  | 95   |
| 22 | Stati Uniti (bandiera)       | AC    | Steve Kuberski   | 1947 | 203  | 98   |
| 24 | Stati Uniti (bandiera)       | A     | Gar Heard        | 1948 | 198  | 99   |
| 34 | Stati Uniti (bandiera)       | AC    | John Shumate     | 1952 | 206  | 107  |
| 42 | Stati Uniti (bandiera)       | GA    | Jack Marin       | 1944 | 201  | 91   |
| 52 | Stati Uniti (bandiera)       | AC    | Tom McMillen     | 1952 | 211  | 98   |
| 54 | Stati Uniti (bandiera)       | C     | Dale Schlueter   | 1945 | 208  | 102  |

## Staff tecnico
- Allenatore: Jack Ramsay
- Vice-allenatore: Tates Locke
- Preparatore atletico: Ray Melchiorre